# Удачное (Астраханская область)
Уда́чное — село в Ахтубинском районе Астраханской области России. Административный центр Удаченского сельсовета.

## География
Село находится в северо-восточной части Астраханской области, на границе Волго-Ахтубинской поймы и степной зоны, на правом берегу ерика Длинный, на расстоянии примерно 71 км (по прямой) к юго-востоку от города Ахтубинск, административного центра района. Абсолютная высота — 8 м ниже уровня моря.

## История
Основано в 1848 году. В «Списке населенных мест Российской империи» 1859 года населённый пункт упомянут как казачья станица Удачная (Дубиновка) Енотаевского уезда (2-го стана), при реке Ахтубе, расположенный в 67 верстах от уездного города Енотаевск (ныне село в Енотаевском районе). В станице насчитывалось 64 двора и проживало 589 человек (251 мужчина и 238 женщин). Имелся православный молитвенный дом. В 30-х годах XX века в селе был организован колхоз «Заветы Ильича».

## Население
| 2002 | 2010 |
| ---- | ---- |
| 714  | ↘681 |

Гендерный состав
По данным Всероссийской переписи населения 2010 года, в гендерной структуре населения мужчины составляли 53,6 %, женщины — соответственно 46,4 %.
Национальный состав
Согласно результатам переписи 2002 года, в национальной структуре населения русские составляли 63 %

## Улицы
| - пер. Весёлый, - пер. Колхозный, - пер. Коммунальный, - ул. Мира, | - пер. Первомайский, - пер. Почтовый, - ул. Речная, - пер. Садовый, | - пер. Северный, - ул. Советская, - пер. Степной, - ул. Юбилейная. |

## Инфраструктура
В селе функционируют основная общеобразовательная школа, отделение Почты России, фельдшерско-акушерский пункт и дом культуры.